# Jason Thirsk
Jason Matthew Thirsk  (ur. 25 grudnia 1967, zm. 29 lipca 1996) – amerykański muzyk, basista i wokalista kalifornijskiego zespołu punkowego Pennywise. Nie stronił od używek, cierpiał na depresję. 30 lipca jego dziewczyna znalazła go martwego w domu. Zginął od strzału w brzuch, z ustaleń policji wynika, że popełnił samobójstwo.

## Dyskografia wraz zPennywise
- 1988 Wildcard
- 1989 A Word From A Wise
- 1990 Wildcard/A Word From the Wise
- 1991 Pennywise (album)
- 1993 Unknown Road
- 1995 About Time
- 1997 Full Circle